# 瓦爾貝拉山
46°44′23.2″N 9°42′06.7″E / 46.739778°N 9.701861°E

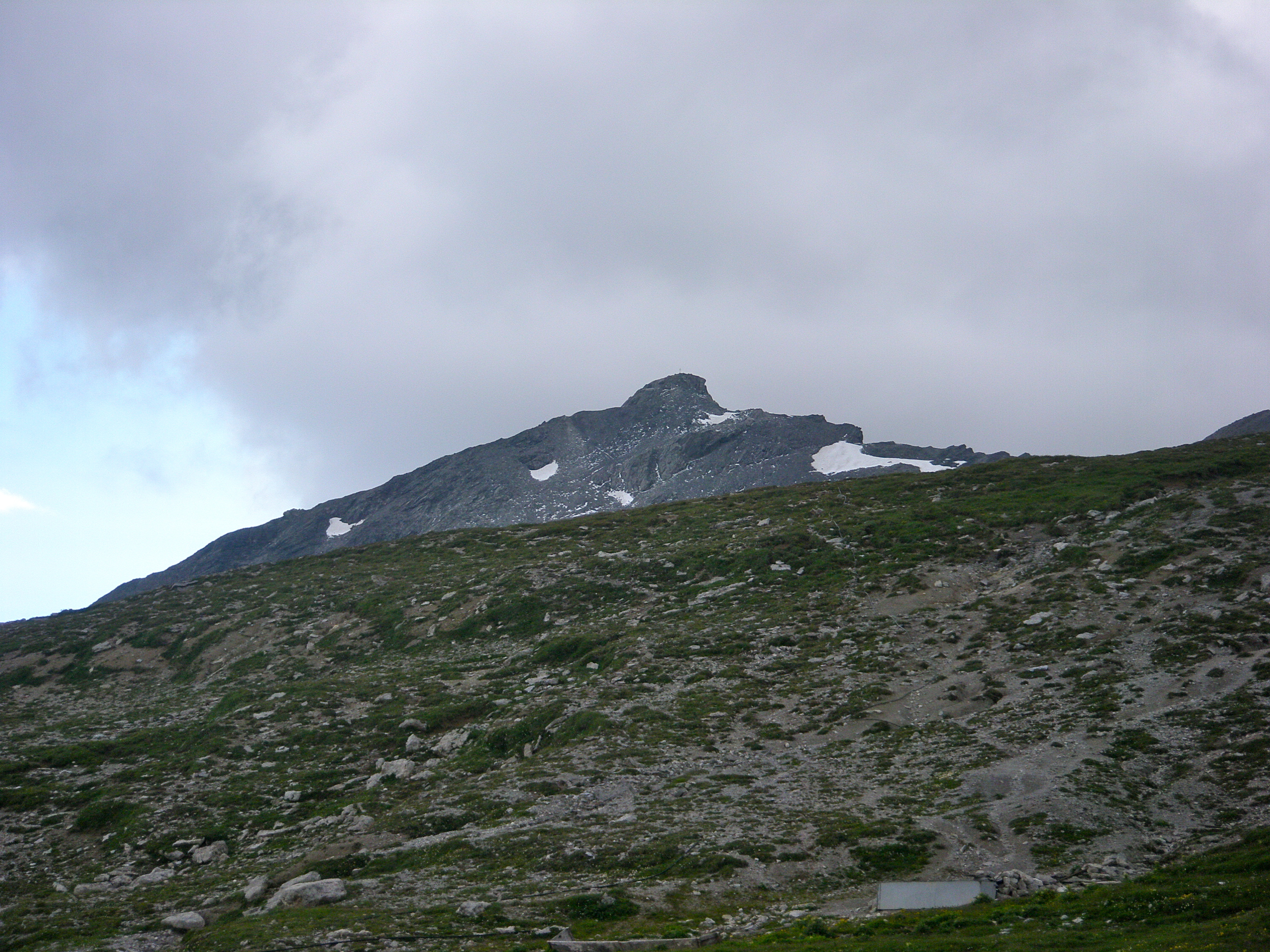

瓦爾貝拉山（Valbellahorn），是瑞士的山峰，位於該國東南部，由格勞賓登州負責管轄，屬於普萊蘇爾阿爾卑斯山脈的一部分，海拔高度2,764米，每年平均降雨量1,729毫米。